# Arcfox Alpha-T
Arcfox Alpha-T – elektryczny samochód osobowy typu crossover klasy średniej produkowany pod chińską marką Arcfox od 2020 roku.

## Historia i opis modelu

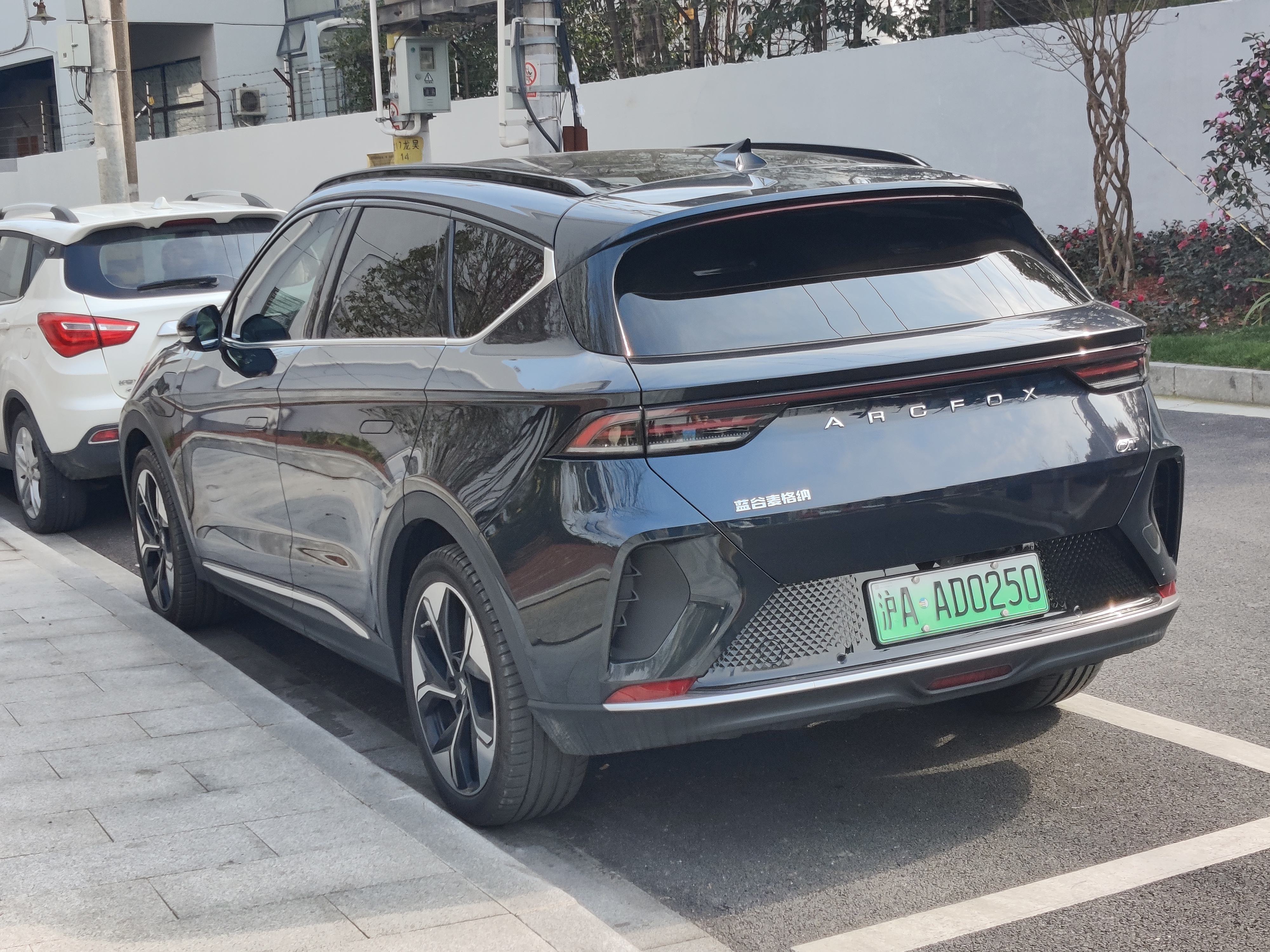
Arcfox Alpha-T - tył

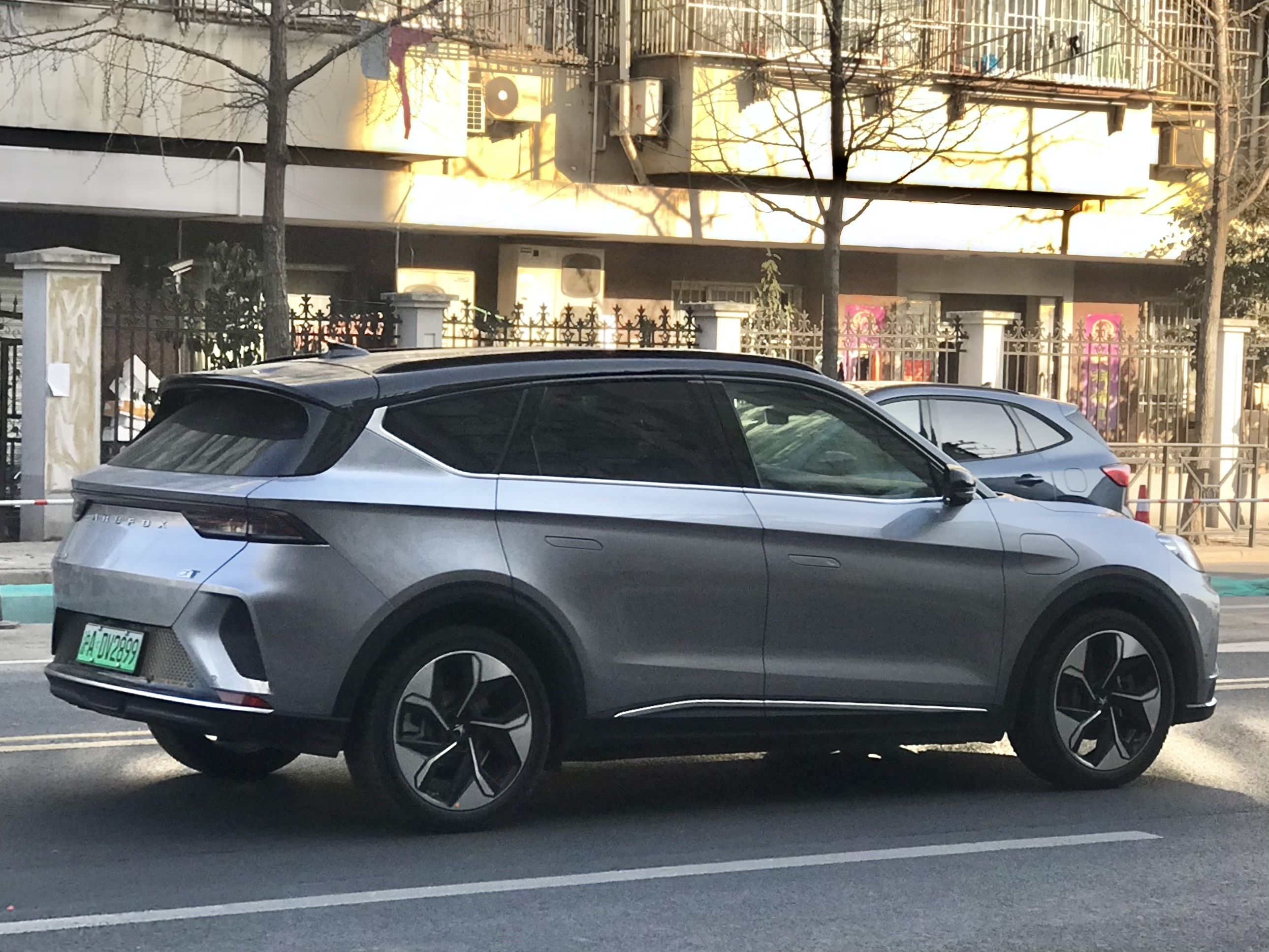
Arcfox Alpha-T - sylwetka

Studyjną zapowiedzią pierwszego crossovera chińskiego startupu Arcfox był prototyp ECF Concept, którego premiera odbyła się w marcu 2019 roku podczas Geneva Motor Show. Produkcyjny model pod nazwą Arcfox Alpha-T został zaprezentowany ponad rok później, w maju 2020 roku.
Pod kątem stylistycznym samochód otrzymał klasyczne dla crossovera proporcje z opływowym pasem przednim, charakteryzującym się agresywnie zarysowanymi reflektorami, chowanymi klamkami w drzwiach i dwubarwnym malowaniem nadwozia. Port do ładowania samochodu umieszczono w przednim lewym błotniku.
Masywna, wysoko zabudowana deska rozdzielcza wyróżniła się szerokim, dominującym centralną część dotykowym ekranem systemu multimedialnego obejmującym także przestrzeń przed pasażerką. Zyskał on przekątną 20,3 cala, kontrastując z 8-calowym wyświetlaczem cyfrowych wskaźników przed kierowcą.

### Sprzedaż
Arcfox zlecił produkcję modelu Alpha-T partnerstwu między chińskim BAIC, a kanadyjską Magną. Rozpoczęła się ona w połowie 2020 roku, z kolei sprzedaż ograniczona wyłącznie do lokalnego rynku chińskiego zaczęła się w sierpniu tego samego roku.

### Dane techniczne
Układ elektryczny Arcfoksa Alpha-T tworzy bateria o pojemności 93,6 kWh, razem z silnikiem elektrycznym rozwijając maksymalną moc 218 KM. Według chińskiej procedury pomiaru, zasięg pojazdu na jednym ładowaniu wynosi 653 kilometry. Nie jest to wskaźnik równoznaczny z europejską procedurą WLTP - według jej techniki, zasięg pojazdu to ok. 500 kilometrów.